# 梅斯勒 (密蘇里州)
梅斯勒（英語：Messler）是位於美國密蘇里州斯托達德縣的非建制地區。

## 歷史
梅斯勒的郵局於1912年設立，其後於1939年停運。

## 地理
梅斯勒所處的海拔為高於海平面97米（即318英呎），而該地所採用的時區為UTC-6，即北美中部時區（CST）。同時該地設有夏令時間，為UTC-6調快一小時，即UTC-5（CDT）。